# Megan McJames
Megan McJames est une skieuse alpine américaine, née le 24 septembre 1987 à Park City. Elle est spécialisée dans les épreuves techniques (slalom et slalom géant).

## Biographie
Membre du club de Park City et sur les skis depuis l'âge de deux ans, elle prend part à des compétitions internationales officielles à partir de la saison 2002-2003.
Elle fait ses débuts dans la Coupe du monde en novembre 2006. Elle obtient ses premiers points deux mois plus tard au slalom géant de Cortina d'Ampezzo avec une 28e place. Elle réalise son plus haut classement en 2008, lorsqu'elle finit 14e du slalom géant de Sölden.
Aux Jeux olympiques, elle compte six départs dont trois en slalom (abandon en 2010 et 2014 et 36e en 2018) et trois en slalom géant (32e en 2010, 30e en 2014 et 31e en 2018).
Elle a participé à quatre éditions des Championnats du monde (2009, 2011, 2015 et 2017), obtenant son meilleur résultat en 2017 avec une 21e place au slalom géant.
Depuis 2005, elle participe à la Coupe nord-américaine, totalisant 21 victoires et remportant le classement général en 2006, 2013 et 2016.
Elle se retire du ski alpin en 2018.

## Palmarès

### Jeux olympiques
| Édition / Épreuve   | Slalom géant | Slalom  |
| ------------------- | ------------ | ------- |
| JO 2010 Vancouver   | 32e          | Abandon |
| JO 2014 Sotchi      | 30e          | Abandon |
| JO 2018 Pyeongchang | 31e          | 36e     |

### Championnats du monde
| Épreuve / Édition | Val d'Isère 2009 | Garmisch-Partenkirchen 2011 | Beaver Creek 2015 | Saint-Moritz 2017 |
| ----------------- | ---------------- | --------------------------- | ----------------- | ----------------- |
| Slalom géant      | Abandon          | 34e                         | 34e               | 21e               |
| Slalom            |                  | 29e                         | 38e               | 36e               |

### Coupe du monde
- Meilleur classement général : 91e en 2009.
- Meilleur résultat : 14e.

#### Classements en Coupe du monde
| Année     | Classement général final | Classement en slalom | Classement en slalom géant |
| 2006-2007 | 130e                     |                      | 54e                        |
| 2007-2008 | 107e                     |                      | 36e                        |
| 2008-2009 | 91e                      |                      | 35e                        |
| 2009-2010 | 103e                     |                      | 37e                        |
| 2013-2014 | 102e                     |                      | 44e                        |
| 2014-2015 | 114e                     |                      | 49e                        |
| 2015-2016 | 118e                     |                      | 52e                        |
| 2016-2017 | 101e                     | 48e                  | 44e                        |
| 2017-2018 | 133e                     |                      | 56e                        |

### Coupe nord-américaine
- Gagnante du classement général en 2006, 2013 et 2016.
- 21 victoires.

### Championnats des États-Unis
- Championne du slalom géant en 2017.